# Мейланов, Вазиф Сиражутдинович
Вази́ф Сиражутди́нович Мейла́нов (15 мая 1940, Махачкала — 11 января 2015, там же) — социальный философ, математик, «частный политик», писатель, советский диссидент, политзаключённый (1980—1989).
Известен критическими работами по теории социализма, а также необычайной стойкостью и неуступчивостью властям в период заключения. После возвращения из тюрьмы и ссылки занимался проблемой свободы личности, изучением общественно-политической обстановки, развенчанием стереотипов российской демократии и анализом политического сознания российского общества. Также выступал против национализма и исламизма, предлагая в качестве основы построения человеческих обществ идею главенства прав человека и сильного государства в качестве механизма, обеспечивающего соблюдение прав.

## Биография

### Ранние годы
Вазиф Сиражутдинович Мейланов родился 15 мая 1940 года в Махачкале. По национальности — лезгин.
До 1954 года учился в школе № 1 Махачкалы. С 1954 года учился в школе № 2 города Чарджоу (Туркменистан) и окончил её в 1957 году.
С 1957 по 1958 годы жил в Пятигорске, готовился к поступлению в Московский государственный университет. С 1958 по 1961 годы учился на физическом факультете МГУ.
С 1961 по 1964 годы служил в Советской Армии рядовым.
С 1964 по 1969 годы учился на механико-математическом факультете МГУ, был участником семинара А. Г. Витушкина, с 1969 по 1972 — учился там же в аспирантуре, с 1972 по 1978 — преподавал высшую математику в Дагестанском политехническом институте.
В 1972 году написал роман «Мелькнёт тигрицей».
Автор двух математических работ по теории функций действительного переменного: «О последовательностях замкнутых множеств с ограниченными вариациями, сходящихся в метрике уклонения» (1974) и «Два близких множества с ограниченными вариациями» (1976). Работы были опубликованы в журнале «Математические заметки» и переведены на английский язык: «Sequences of closed sets of bounded variation converging in the deviation metric» (1974) и «Two close sets of bounded variation». Последняя также издана в США.

### Начало общественно-политической деятельности

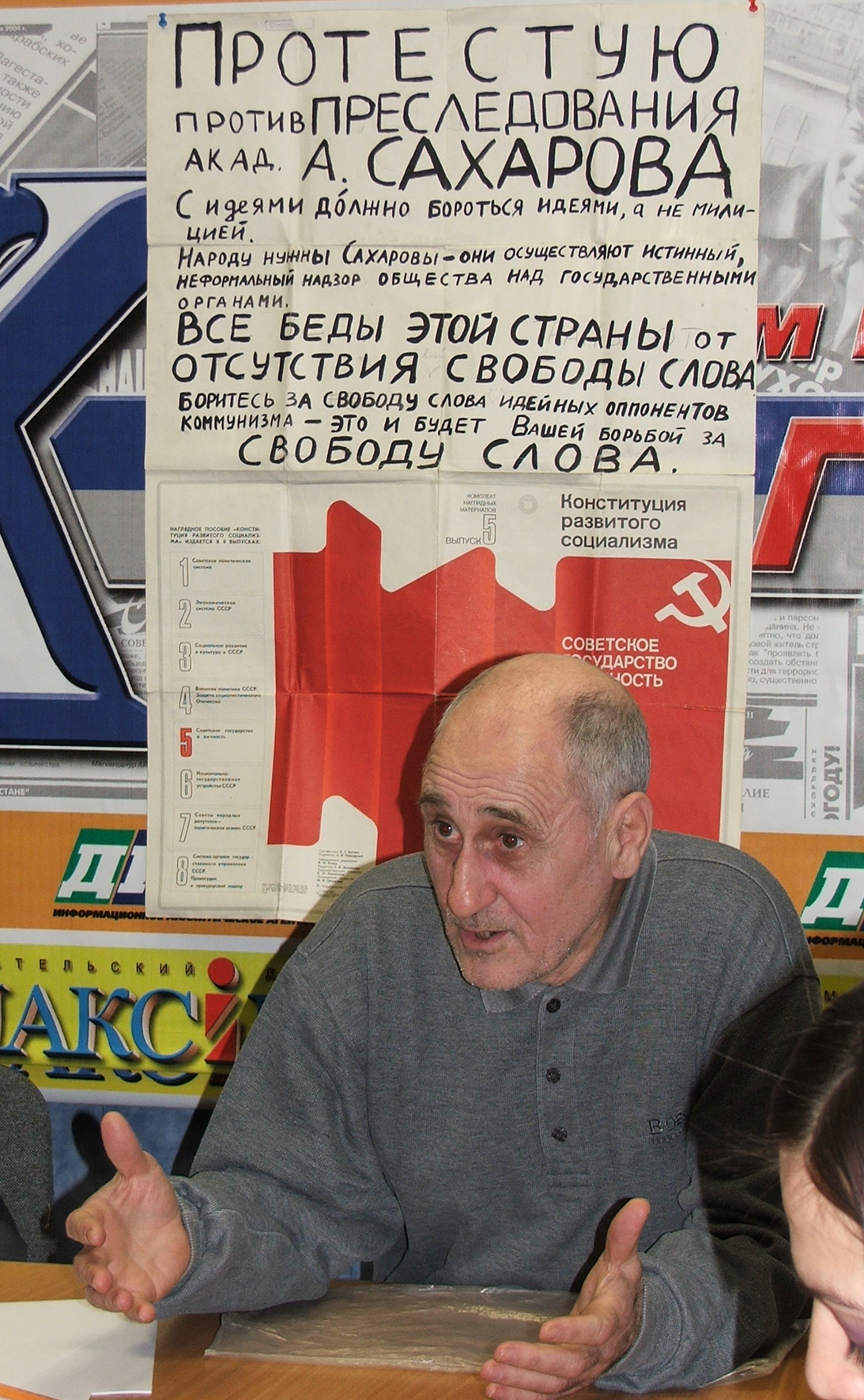
В. С. Мейланов на фоне плаката 1980 года, редакция газеты «МК-Дагестан», пресс-конференция по случаю 25-летней годовщины выхода на площадь, 2005 год.

В 1977 году написал и подписал своим именем философско-политическую работу «Заметки на полях советских газет», посвящённую критике теории коммунизма. В этой работе единственным средством спасения общества Вазиф Мейланов назвал создание в стране структур свободы слова и печати, отмену статей 70 и 190-1 УК РСФСР.
В 1978 году за «противопоставление себя коллективу и нанесение ущерба коммунистическому воспитанию молодёжи» не был переизбран Учёным советом на должность преподавателя института на новый пятилетний срок.
С 1978 по 1980 года работал бетонщиком 5-го разряда в передвижной механизированной колонне № 10 и в специальной передвижной механизированной колонне № 18.
25 января 1980 года, на следующий день после опубликования в газете «Известия» материала, посвящённого высылке академика Сахарова в Горький, был арестован за выход на площадь им. Ленина г. Махачкалы с плакатом, на котором было написано:
«Протестую против преследования властями А. Сахарова.
С идеями должно бороться идеями, а не милицией.
Сахаровы нужны народу — они осуществляют истинный, неформальный контроль за действиями государства.
Все беды этой страны — из-за отсутствия в ней свободы слова.
Боритесь за свободу слова для идейных оппонентов коммунизма — это и будет вашей борьбой за свободу слова!»
Выписка из передачи радиовещательной станции BBC, принятой 28 января 1980 года (приведена с исправлениями):

«Московские диссиденты сообщают, что в городе Махачкале, в Дагестане, был арестован человек, который пытался публично протестовать против высылки академика Сахарова.
В пятницу 25 января Вазиф Мейланов вышел на улицу перед зданием Дагестанского обкома КПСС, держа в руках плакат со словами протеста.
Мейланова сразу же арестовали и увезли в неизвестном направлении. На его квартире, как сообщают, был произведён обыск.
Мейланов, которому 39 лет, выпускник МГУ и до 1978 года он преподавал математику в политехническом институте Махачкалы».

2 декабря 1980 года был признан виновным Верховным судом ДАССР по всем трём пунктам обвинения:
1. написание и распространение работы «Заметки на полях советских газет»;
2. выход на площадь с плакатом;
3. распространение книг «Окаянные дни» И. Бунина, «Некрополь» В. Ходасевича, «Жизнь Сологдина» Д. Панина

и приговорён к 7 годам колонии строгого режима и 2 годам ссылки.
В следственной тюрьме Вазиф Мейланов написал «Замечания на протокол судебных заседаний» — документальное свидетельство «встречи общественности с некоммунистическим политическим деятелем».

### Заключение и ссылка
Местом заключения Вазифу Мейланову была определена колония строгого режима ИТК-35, известная также под названием Пермь-35, находящаяся в западной таёжной пустыне Уральских гор. В 1972 году специальным приказом здесь была создана зона ВС-389/35 для особо опасных государственных преступников. В этой зоне в начале 1980-х годов отбывали свои сроки за «инакомыслие» 270 политзаключённых, среди которых, кроме Вазифа Мейланова, были: Анатолий Щаранский, Владимир Пореш, Анатолий Марченко, Владимир Буковский, Иосиф Бегун, Сергей Григорьянц, Глеб Якунин, Юрий Орлов, Сергей Ковалёв, Валерий Сендеров и многие другие. Вазиф Мейланов прибыл в колонию 26 марта 1981 года. Здесь он отказался от участия в исправительно-принудительном труде, написав 28 августа 1981 года заявление начальнику ИТК-35 майору Осину:
| «Я отказываюсь работать в лагере в знак протеста против принудительности лагерного труда, противоречащей статусу политзаключённых. Требую следующих изменений в Правилах внутреннего распорядка ИТК и в исправительно-трудовом кодексе (для политзаключённых): 1. установление принципа добровольности участия в трудовой деятельности. 2. прекращения вычетов из зарплаты политзаключённых на содержание лагерной администрации и охраны. Комментарий. Процент вычетов должен быть тот же, что на воле. Если общество меня боится, то… пусть платит за свой страх! Так уж жизнь устроена — за свои страхи надо платить самому. Так и передайте рабочим и крестьянам. 3. прекращения позорной практики пыток голодом в ШИЗО. Комментарий. Норма питания в ШИЗО должна быть та же, что в зоне (2А)». — Вазиф Мейланов, [www.lib.ru/POLITOLOG/mejlanow.txt «Другое Небо. Ложные стереотипы российской демократии», материалы из Личного дела заключённого, том 1, листы дела 177—178.] |

За отказ от работы Вазиф Мейланов с 10 апреля 1981 по июнь 1982 был заключён в ШИЗО с нормой питания 9б (через день). За это время он дважды был доведён до дистрофии, его помещали в тюремную больницу, но из неё опять переводили в ШИЗО.
Поскольку согласия на работу у заключённого Вазифа Мейланова выбить так и не удалось, мера пресечения была изменена на тюремное заключение и он был переведён в Чистопольскую тюрьму, где провёл три года с 1982 по 1985 на строгом тюремном режиме и в карцере.
10 сентября 1982 года в Чистопольской тюрьме Вазиф Мейланов написал заявление, в котором объяснял коммунистическому государству своё отношение к попыткам его исправления принудительным трудом:
| «Вы хотите меня исправить принудительным трудом? Простите мне, но я не хочу исправляться. (…) Есть две ступени насилия, одна — это не давать делать что-то, это низшая ступень насилия, другая — это заставлять делать нечто, это высшая ступень насилия, на ней насилуется душа. А я ведь стремлюсь понизить уровень насилия в мире, вот и заставляю вас сойти с этой высшей ступени насилия на низшую». — Вазиф Мейланов, [www.lib.ru/POLITOLOG/mejlanow.txt «Другое Небо. Ложные стереотипы российской демократии», материалы из Личного дела заключённого, том 2, листы дела 170—172] |

В 1983 году в Чистопольской тюрьме Вазифом Мейлановым были написаны две работы: «Разоружение и уголовные кодексы» и «Говорю с коммунистами». Обе они были переданы на волю и опубликованы в Архиве Самиздата.
Выписка из характеристики на осуждённого за период с 26.07.1982 по 05.06.1985:
«Осуждённый Мейланов В. С. за время отбывания срока наказания на тюремном режиме характеризуется крайне с отрицательной стороны. С первых дней пребывания в [учреждении] приобщался к общественно-полезному труду на вязке хозяйственных мешков, однако за весь период отбывания срока к работе не приступил, за что неоднократно наказывался в дисциплинарном порядке. Установленный режим содержания и распорядок дня не соблюдает, за что 13 раз наказывался в дисциплинарном порядке, в том числе 6 раз водворялся в карцер.
На проводимые мероприятия политико-воспитательного характера реагирует крайне отрицательно.
Враждебно настроен против политики КПСС и Советского правительства, склонен к написанию жалоб клеветнического содержания. Принимает активное участие в негативных проявлениях отрицательно настроенной части осуждённых. …
Осуждённый Мейланов сознательно не желает становиться на путь исправления».
В 1985 году Вазиф Мейланов был возвращён в тот же лагерь ВС-389/35, в то же ШИЗО с кормлением через день (с 10.07.1985 по 9.03.1986). Оттуда — опять в Чистопольскую тюрьму на строгий тюремный режим уже до конца срока. Но тюремщикам не удалось сломить упрямого заключённого и ни одного дня в заключении Вазиф Мейланов не работал.
В 1986 году на волне центральных лозунгов политики Михаила Горбачёва началась кампания по освобождению политических заключённых. Однако изнутри тюрем и лагерей эта кампания выглядела не столь радужно. Начиная с 1985 года внутрилагерная машина принуждения только набирала обороты, режим содержания изменился в сторону ухудшения, правила становились все строже, наказания все жёстче. Политзаключённых начали выпускать на волю, но на условии написания ими заявления с обещанием впредь соблюдать советские законы.
| 19 января 1987 года в Чистопольскую тюрьму приезжают сотрудники Прокуратуры Союза Овчаров и Семенов. Я нахожусь в это время на строгом режиме, идёт первый месяц его, и потому я получаю карцерное питание. Представители Прокуратуры Союза сообщают мне, что они выполняют поручение Президиума Верхсовета: им даны полномочия выпускать на свободу тех политзаключённых, которые дадут письменные заверения соблюдать существующие сейчас в стране законы. У измученных годами заключения людей крадут победу… (…) Я пишу заявление в Президиум Верхсовета: «Когда бы ни настал день и час моего освобождения, я буду нарушать советские законы — статьи 70 и 190-1 УК РСФСР. Требую исключения их из кодекса». Тюремщики решают подействовать на меня близкими, 26 февраля 1987 года меня из Чистопольской тюрьмы привозят в Махачкалинский следственный изолятор. Устраивают мне в этом изоляторе два свидания с родителями и братом. ПОСЛЕДНИХ ПЕРЕД СВИДАНИЕМ ПРОСЯТ УГОВОРИТЬ МЕНЯ НАПИСАТЬ ТРЕБУЕМОЕ ЗАЯВЛЕНИЕ. Старики-родители (отцу тогда было 77, матери — 74) и брат просят меня написать. Мать говорит мне, что до конца предстоящей мне ссылки они с отцом могут не дожить. Я говорю родным, что «все семьдесят лет преступный режим использовал человеческое для упрочения бесчеловечия», что «ничто на свете не побудит меня уступить расчеловечивающему строю». — Вазиф Мейланов, [www.lib.ru/POLITOLOG/mejlanow.txt «Другое Небо. Ложные стереотипы российской демократии», статья «Антикоммунистический Нюрнберг: Вазиф Мейланов — съезду депутатов и Верховному совету страны»], 20 августа 1989 года |

Вазиф Мейланов отказался подписывать заявление с обещанием соблюдать советские законы и провёл в тюрьме и ссылке полный срок. На ссылку 11 сентября 1987 его отправляли из карцера Чистопольской тюрьмы. Место ссылки — Якутия, село Намцы Верхневилюйского района.
Условия жизни в ссылке были очень тяжёлыми, отказ Мейланова работать переборщиком картофеля, его требования работы по специальности создали для него опасность нового ареста и суда — за тунеядство. Об этом Вазиф Мейланов пишет в «Письме русским писателям». Это эссе, написанное в форме обращение к людям, прославляющим новый курс партии, говорящим об изменении в обществе и — умалчивающим о последних несломленных людях, все ещё отбывающих сроки в тюрьмах и ссылках — за слово.
| «Человеколюбцы! Учители народа! Ну, а я-то почему должен сейчас-то, в эпоху духовного возрождения и демократии сидеть в ссылке? Ведь за слово сижу, учители мои! Я бы за вас вступился, если бы вас за слово посадили! (…) Понимаю, как вы сейчас заняты, всем вы нужны, все у вас статеюшки просят, а тут частный вопрос: за отказ в ссылке работать не по специальности, то есть за отказ принимать ссылку и наказание физическим трудом Мейланову какому-то новый срок дадут, уже не по политической, а очень даже по уголовной статье — за тунеядство… частный вопрос, до него ли сейчас, когда партия разворачивает грандиозную работу по перестройке и демократизации всех сторон нашей жизни». — Вазиф Мейланов, [www.lib.ru/POLITOLOG/mejlanow.txt «Другое Небо. Ложные стереотипы российской демократии», эссе «Письмо русским писателям»], 27 января 1988 года |

Из переписки этого времени с деятелями Международной амнистии Дианой и Джоном Беддоуз мы знаем, что здоровье Вазифа Мейланова после нескольких лет лагеря, тюрьмы, карцера, после пыток голодом было подорвано, в июле 1988 года в Якутском онкологическом диспансере ему вырезали базалиому.
В Махачкалу из ссылки Вазиф Мейланов вернулся 25 декабря 1988 года.

### Реабилитация и деятельность в современной России
В сентябре 1989 года Вазиф Мейланов стал председателем Союза демократических сил Дагестана, затем движения «Демократический Дагестан», но в августе 1992 года вышел из всех партий и движений, посвятив себя тому, что сам он называет «частной политикой».
20 августа 1989 года направил в «Русскую мысль» своё обращение к съезду депутатов Советского Союза с требованием проведения Суда по образцу Нюрнбергского над компартией и коммунистической идеологией СССР. Статью отказались публиковать, сославшись на «несвоевременность» подобных требований.
В 1990 году в латвийской газете «Атмода» публикуется статья Вазифа Мейланова «О дорогах И. Р. Шафаревича к обрыву» (которой было отказано в публикации в Русской мысли из-за критики позиций только что умершего Сахарова), критикующая точку зрения Шафаревича на историю и обращающая внимание на основные ошибки «русского национального сознания».
В начале 1990 был выдвинут кандидатом в народные депутаты от общественной организации — Союза кооператоров ДАССР. Однако окружная избирательная комиссия отказалась регистрировать его кандидатом даже после прямого указания Центризбиркома. Представитель Центризбиркома РСФСР в телефонном разговоре признался, что требования не регистрировать Вазифа Мейланова поступают напрямую от Магомедали Магомедова — в то время Председателя Президиума Верховного Совета Дагестанской АССР. Документальная хроника этой истории была опубликована в газете «Комсомолец Дагестана».
Летом 1990 года Мейланов участвовал в урегулировании межнационального конфликта в селе Тиви Кварельского района Грузии, спровоцированного сторонниками З. Гамсахурдия против аварцев. После публикации тезисов Мейланова по Грузии в газете «Комсомолец Дагестана», её редактор Татьяна Воронина была снята с работы. Протестуя против этого решения обкома комсомола Дагестана, из газеты ушли журналисты Александр Торба, Дмитрий Горбанев, Шарапудин Магомедов.
В 1990 году издал брошюру «Из первых рук», в которую вошли написанные в Чистопольской тюрьме работы.
В 1990 году Вазиф Мейланов был реабилитирован. Решение о реабилитации было принято по инициативе властей, без каких-либо усилий со стороны бывшего заключённого. 6 декабря 1989 года первый заместитель председателя Верховного Суда РСФСР В. И. Радченко направил в Президиум Верховного Суда РСФСР заявление за номером № 1646по89 о реабилитации Вазифа Мейланова. Постановлением Президиума Верховного Суда РСФСР от 3 января 1990 года с Мейланова были сняты обвинения в части распространения книг Солженицына, Бунина, Ходасевича, Панина, а также обвинения за выход на площадь с плакатом в защиту А. Д. Сахарова. В остальном приговор был оставлен без изменения, то есть Мейланов по-прежнему считался виновным в «написании клеветнической работы антисоветского содержания». После повторного протеста Генерального прокурора СССР А. Я. Сухарева № 13/209-80 от 18 июля 1990 г. постановлением Пленума Верховного Суда СССР № 2004-90 от 29 ноября 1990 г. уголовное дело против Мейланова Вазифа Сиражутдиновича было полностью прекращено за отсутствием в его действиях состава преступления. Вазиф Мейланов о своей реабилитации узнал случайно в 1991 году. Ему были полностью возвращены оригиналы его Следственного дела и Личного дела заключённого.
С 1991 по 1994 годы издавал газету «Взгляд» и авторскую газету «Другое небо».
3 июля 1995 года подаёт в Верховный суд Дагестана иск к Российской Федерации по возмещению вреда, причинённого ему коммунистическим Советским Союзом незаконным арестом, осуждением, содержанием в лагере и тюрьме в течение семи с половиной лет и в ссылке в течение полутора лет.
С 1994 по 1997 годы работал старшим научным сотрудником Института социально-экономических исследований Дагестанского научного центра
Российской Академии наук.
В 1995—1998 годах работал над написанием и изданием книги «Анализ чеченского кризиса», центральной идеей которой является мысль о необходимости — для сохранения свободы — соблюдения законов. В это же время он занимается разбором ошибок и ложных стереотипов мышления демократических деятелей, которые отчётливо проявились на фоне Чеченского вопроса. Книга «Другое небо. Ложные стереотипы российской демократии. Анализ Чеченского кризиса» вышла тиражом 100 экземпляров в Махачкале в типографии Давуда Зулумханова. Предпринимал попытки опубликовать книгу в Москве, связываясь по этому вопросу с различными издательствами и фондами, но везде сталкивался с отказом — его точка зрения на проблему вступала в конфликт с мнением «прогрессивной общественности», поддерживающей Дудаева:
| «Я посчитал для себя необходимым высказаться о Чеченской войне, потому что все официальные и неофициальные учителя России и мира стали на сторону чеченских националистов, чеченских национал-освободителей, чеченских национал-революционеров, а я именно их (национал-освободителей) считал неправой стороной». — Вазиф Мейланов, [www.lib.ru/POLITOLOG/mejlanow.txt «Анализ Чеченского кризиса», предисловие к первому изданию] |

После возвращения из тюрьмы и ссылки, все больше углубляются расхождения Вазифа Мейланова с российскими демократами: Ковалёвым, Юшенковым, Сахаровым, Боннэр, Сендеровым, Гинзбургом и другими.
| «Опять, как в 1990 году, я увидел, что во всех своих работах я куда меньше спорю с коммунистами (эта идеология уже отходит и отойдёт), чем с демократами, думаю, что это правильно: надо спорить с и поправлять, в первую очередь, правящую идеологию, как правоохранительным органам, в первую очередь, надо поправлять себя самих. Я понимаю, что главное в моей работе — критика российской демократии, я понимаю, что моему опыту расхождения с нынешней демократией время быть собрану и стать достоянием гласности». — Вазиф Мейланов, [www.lib.ru/POLITOLOG/mejlanow.txt «Анализ Чеченского кризиса», предисловие к первому изданию] |

В 1990-х годах Вазиф Мейланов продолжает разрабатывать и уточнять определение понятия свободы и её обусловленности точно отмеренной несвободой для всех, запретами нарушать свободу другого. Он критикует национализм (на примерах Чечни и Грузии), указывает на опасность исламизма.
В 1999 году был выдвинут группой молодых людей кандидатом в депутаты Народного собрания республики Дагестан по лезгинскому избирательному округу. Окружная избирательная комиссия отказала Инициативной группе в регистрации, придравшись к неточностям в оформлении подписных листов. Инициативная группа подала в суд и выиграла процесс, решением Ленинского районного суда Махачкалы Вазиф Мейланов был зарегистрирован кандидатом за 2 дня до окончания избирательной кампании.
В 2003 году вышло третье, наиболее полное издание «Анализа чеченского кризиса» и «Ложных стереотипов российской демократии» под названием «Опыт частной политической деятельности в России».
В 2001 году журнал «Знамя» публикует статью Вазифа Мейланова «Об упразднении гражданского права в России». Статья посвящена открытию автора, сделанному по окончании судебных тяжб с государством по делу о компенсации вреда, причинённого незаконным содержанием в тюрьме и ссылке в течение 9 лет. Суд присудил автору компенсацию в размере 311 000 рублей, но это судебное решение, отправленное им в службу судебных приставов, вернулось с пометкой, что согласно ст. 110 Федерального закона «О Федеральном бюджете на 2001 год» взыскатель сам предъявляет решение суда должнику. То есть фактически по искам к государству в России отменено принудительное исполнение (которое гарантирует служба судебных приставов, если должник — частное или юридическое лицо). И отменено оно не процедурным законом (например, Законом об исполнительном производстве), а содержательным законом, принимаемым на год — Бюджетом. То есть в России — по закону! — государство имеет право бесконечно долго не платить по своим долгам, несмотря на решение суда. Из принципа обязательности исполнения решений суда делается исключение для государства — оно отныне исполняет решения суда по желанию. Проанализировав этот вопрос и обобщая российскую практику неисполнения решений судов по искам к государству начиная с 2001 года (отменяющая принудительное исполнение статья повторялась в последующих Законах о Бюджете), в 2006 Вазиф Мейланов пишет и издаёт в издательстве «Социум» книгу «Ошибочные константы российского сознания» с подзаголовком «Почему в России не исполняются решения суда, удовлетворяющие исковые требования граждан к государству».
В 2005 году в связи с всеобщим обязательным обменом в России старых общегражданских паспортов на паспорта нового образца Вазиф Мейланов обратился в паспортно-визовую службу Ленинского района города Махачкалы с заявлением о выдаче ему нового паспорта. Но в паспорте Мейланову было отказано под предлогом отсутствия в его старом паспорте регистрации по месту жительства. Он обратился в суд и 29 июля 2005 года Ленинский районный суд Махачкалы постановил:

«Признать незаконным бездействие должностных лиц паспортно-визовой службы Ленинского РОВД г. Махачкалы, оставивших без ответа заявление о выдаче паспорта гражданина России Мейланову В. С. Обязать начальника паспортно-визовой службы Ленинского РОВД г. Махачкала выдать Мейланову В. С., родившемуся и проживающему в г. Махачкале, паспорт гражданина Российской Федерации нового образца».

Но начальник Ленинского ПВС отказался выполнять это решение суда и подал курьёзную надзорную жалобу в Верховный суд республики Дагестан, которая однако же осталась без удовлетворения. Вазиф Мейланов передал документы для исполнения в службу судебных приставов, которая через два месяца заявила, что не может заставить паспортный стол выдать паспорт и паспорт нового образца Вазифу Мейланову выдали в ОВИРе. История с обменом паспорта подробно освещена в цикле статей Натальи Крайновой, публиковавшихся в газете «Новое дело» в 2005—2006 годах.
В 2000-х годах статьи Вазифа Мейланова публикуются в республиканских газетах «Черновик» и «Новое дело».
Вазиф Мейланов умер 11 января 2015 года в Махачкале.

## Список работ

### Книги
- «Мелькнёт тигрицей», 1972.
- «Заметки на полях советских газет», 1977.
- «Замечания на протокол судебных заседаний», 1980.
- «Разоружение и уголовные кодексы», 1983.
- «Говорю с коммунистами», 1983.
- «Записки-гуляки», 1988.
- «Анализ чеченского кризиса», 1998.
- «Ложные стереотипы российской демократии», 1998.
- «Опыт частной политической деятельности в России», 2003.
- «Ложные константы российского сознания. Почему в России не исполняются решения суда, удовлетворяющие исковые требования граждан к государству», 2006.

### Избранные статьи
- «Антикоммунистический Нюрнберг: Вазиф Мейланов — съезду депутатов и верховному совету страны», 20 августа 1989 года.
- «О дорогах И. Р. Шафаревича к обрыву», 4 декабря 1989 года.
- «„Окаянные дни“ Бунина впервые изданы в Совдепии» // «Взгляд», № 2, 12 апреля 1991 года.
- «Что значит заниматься политикой в России: Сегодняшний ответ студентам МГУ на их вопрос 1968 года», 20 сентября 1999 года.
- «Об упразднении гражданского права в России» // «Знамя» № 11, 2001.

### Эссе
- «Защитник», 30 мая 1985, Чистопольская тюрьма.
- «Эссе о насилии», 31 августа 1984, Чистопольская тюрьма (Из письма Светлане Балашовой).
- «Письмо русским писателям», 27 января 1988, ссылка, Намцы, Якутская АССР.

### Документы
Документы следственного дела и личного дела заключённого находятся в частном архиве Вазифа Мейланова. Частично опубликованы в книге «Опыт частной политической деятельности в России», 2003 год.

## Вазиф Мейланов в текстах современников
Многие современники Вазифа Мейланова упоминали его в своих работах, обращениях, воспоминаниях. В этом разделе представлены некоторые выдержки из текстов современников, посвящённые Вазифу Мейланову.
| «Мейланов — это один из тех, кто в 1980 году выступил с лозунгом о моем освобождении, с протестом против моей незаконной высылки в Горький. Я сейчас нахожусь перед вами, но Мейланов — только потому, что отказался просить о помиловании, то есть признать тем самым, как он считал, формально хотя бы, что он законно находится в заключении, — он до сих пор лишён свободы». — А. Д. Сахаров, пресс-конференция в МИДе, 3 июня 1988 года. |

Вазифу Мейланову посвящено немало страниц в книге Натана Щаранского «Не убоюсь зла»:
| Вскоре после прибытия в нашу зону Мейланов заявил: — Я не раб. До тех пор, пока труд в лагере — принудительный, я работать не буду. Естественно, он сразу же оказался в ШИЗО и больше в зону никогда не выходил. Помню, тогда, в первые месяцы его борьбы, мало кто верил, что Вазиф удержится на своей позиции. „И не таких ломали!“ — заявляли менты. „И не таких храбрецов видали“, — говорили те из зеков, кто послабее духом и позавистливее остальных. Но и четыре года спустя, когда я, ещё сам того не зная, доживал в неволе последние месяцы, сидя с Мейлановым в одном карцере, он так же твердо стоял на своём, как и вначале. Позади остались годы карцеров и тюрем, здоровье его было разрушено, но дух Вазифа КГБ не удалось сокрушить. В политических зонах было немало стойких диссидентов, но даже на их фоне Мейланов выделялся своим непоколебимым упорством. — Натан Щаранский «Не убоюсь зла», 1991 год |

Деятельность Мейланова, его протест против преследования Сахарова, арест, суд и некоторые детали заключения освещались в Хронике текущих событий:
| Арест МЕЙЛАНОВА 25 января в Махачкале Вазиф МЕЙЛАНОВ вышел с плакатом к зданию обкома партии. Стандартный типографский плакат с текстом о Конституции и правах человека МЕЙЛАНОВ дополнил протестом против высылки САХАРОВА. Через несколько минут после начала демонстрации МЕЙЛАНОВ был арестован. После ареста у него произвели обыск. Изъяли копии его заявлений в официальные инстанции по поводу нападок на САХАРОВА в 1973—77 гг. и письмо с критикой проекта Конституции СССР (1977 г.). — Хроника текущих событий № 56 |

| Суд над МЕЙЛАНОВЫМ С 25 ноября по 2 декабря Верховный суд Дагестанской АССР рассматривал дело Вазифа МЕЙЛАНОВА (1938 г. р., арестован 25 января — Хр. 56), обвинявшегося по ст. 70 УК РСФСР. (Сначала МЕЙЛАНОВА обвиняли по ст. 190-1 УК РСФСР и дело его вела прокуратура, затем статью изменили и дело передали в КГБ.) МЕЙЛАНОВУ инкриминировались — демонстрация протеста против высылки САХАРОВА: 17 минут МЕЙЛАНОВ простоял с плакатом. (…) Суд приговорил МЕЙЛАНОВА к 7 годам лагерей строгого режима и 2 годам ссылки. 12 декабря Московская группа «Хельсинки» приняла документ № 150 «Осуждение Вазифа Мейланова». Документ кончается словами: Из самого содержания приговора видно, что столь суровому наказанию Мейланов подвергнут за слово, за выраженную устно или письменно мысль. — Хроника текущих событий № 60 |

| Чистопольская тюрьма (…) В апреле 1981 г. Вазиф МЕЙЛАНОВ (суд — Хр. 60) прибыл в 35 пермский лагерь (Хр. 63). Он сразу отказался работать и объявил голодовку, требуя снижения норм. Поэтому в самой зоне он провёл около недели, остальное время (9 месяцев) — в ШИЗО и ПКТ. В начале 1982 г. его на 3 года отправили в Чистопольскую тюрьму. В тюрьме его на 6 месяцев посадили на строгий режим. (…) За драку с КОРЯГИНЫМ МЕЙЛАНОВ получил добавочно по ст. 112 УК РСФСР («Умышленное лёгкое телесное повреждение или побои») полгода лишения свободы. — Хроника текущих событий № 65 |

| Пермские лагеря 35 лагерь Здесь находится около 70 человек. В конце августа — начале сентября у А. ЩАРАНСКОГО, сидящего в ПКТ (Хр. 62), был обморок. Его поместили в больницу. В ноябре его перевели в Чистопольскую тюрьму. Здесь находятся пятидесятник из ст. Старотитаровской дьякон Н. БОБАРЫКИН (Хр. 57; арестовали его в ноябре 1982 г.; по ст. 70 УК РСФСР он получил 6 лет строгого режима и 5 лет ссылки; 20 января 1981 г. в газете «Советская Кубань» была напечатана статья В. ПЕТРОВА «Поставщики клеветы» — о Н. П. ГОРЕТОМ — Хр. 58 и БОБАРЫКИНЕ), А. ЗИНЧЕНКО (суд — Хр. 61), В. МЕЙЛАНОВ (суд — Хр. 60), С. ХМАРА (суд — Хр. 60) и В. КАЛЕП (суд — Хр. 62). В сентябре из Чистопольской тюрьмы сюда доставлен М. КАЗАЧКОВ (Хр. 61, 62). — Хроника текущих событий № 63 |